# Francis Garnier

Francis Garnier trên con tem năm 1943 của Liên bang Đông Dương

Marie Joseph François (Francis) Garnier (phiên âm: Phrăng-xít Gác-ni-ê) (25 tháng 7 năm 1839 – 21 tháng 12 năm 1873) là một sĩ quan hải quân người Pháp và đồng thời là một nhà thám hiểm, được biết đến vì cuộc thám hiểm sông Mekong 1866-1868 ở Đông Nam Á. Đối với Việt Nam, tên tuổi Garnier gắn liền với chiến dịch quân Pháp chiếm đóng Bắc Kỳ năm 1873.
Sử Việt cũ thường phiên âm tên Garnier là An Nghiệp (安鄴) hay Ngạc Nhi (鄂㖇).
Năm 1943, Liên bang Đông Dương đã phát hành tem bưu chính để ghi công Garnier.

## Tiểu sử
Ông sinh tại St. Etienne, tốt nghiệp trung học (lycée) tại Montpellier, rồi nhập học học viện hải quân (l'Ecole Navale) năm 1855. Ra trường, Garnier gia nhập hải quân Pháp. Sau những chuyến đi tới vùng biển Brasil và Thái Bình Dương ông nhận chức vụ trong ban tham mưu của đô đốc Charner, người chỉ huy cuộc tấn công Nam Kỳ trong những năm 1860 đến 1862.
Sau khi về Pháp nghỉ một thời gian, Garnier trở lại vùng Viễn Đông, và năm 1862 được bổ nhiệm làm thanh tra dân sự tại Nam Kỳ, trong đó có nhiệm vụ quản lý hành chính khu vực Chợ Lớn, khi đó là ngoại ô Sài Gòn. Trong thời gian này Garnier có viết hai tác phẩm: "La Cochinchine" (Nam Kỳ) và "De la colonisation de la Cochinchine" (Về quá trình thực dân hóa Nam Kỳ), trong đó manh nha ý tưởng thám hiểm sông Mê Kông và niềm say mê truyền thống văn hóa Trung Hoa.

### Thám hiểm sông Mê Kông
Theo đề nghị của Garnier, hầu tước Chasseloup-Laubat (lúc bấy giờ là Bộ trưởng Bộ Hải quân và Thuộc địa của chính phủ Pháp) đã quyết định gửi một phái đoàn đi thám hiểm lưu vực sông Mê Kông. Garnier vì còn trẻ tuổi nên đại tá hải quân Ernest Doudart de Lagrée được chọn là chỉ huy còn Garnier làm phó. Đoàn thám hiểm có 3 mục đích chính: khoa học, chính trị và ngoại giao.
Đoàn người khởi hành ngày 5 tháng 6 năm 1866, ngược dòng Cửu Long lên tận Trung Hoa. Chủ tịch Hiệp hội Địa lý Hoàng gia Anh Sir Roderick Murchison có lời khen ngợi Garnier như sau: "từ Kratié tại Campuchia tới Thượng Hải họ vượt 5.392 dặm đường. Chặng đường 3.625 dặm của hơn 5.000 dặm đó phải băng qua vùng hoang dã, đất nước xa lạ, địa lý mù mịt, không ai biết mà họ thực hiện được cuộc khảo sát kỹ lưỡng, định vị địa hình bằng quan sát thiên văn, gần như toàn phần khảo sát là do chính Garnier thực hiện". Cũng vì đó mà Garnier được Hiệp hội Địa lý Hoàng gia Anh trao tặng huy chương Victoria vào năm 1870.
Trong chuyến thám hiểm lưu vực sông Mê Kông, Garnier tình nguyện dẫn một chi đội tới Đại Lý, tỉnh Vân Nam vào tháng 11 năm 1867; lúc bấy giờ Đại Lý là thủ phủ của quân phiến loạn người Hồi. Thủ lĩnh loạn quân là Đỗ Văn Tú xưng quốc hiệu là "Bình Nam quốc" đem quân chống lại nhà Thanh. Chặng đường này nhiều hiểm nguy mà Garnier không ngần ngại, chứng tỏ tính phiêu lưu của ông. Sang năm 1868 ngày 12 tháng 3 Doudart de Lagrée chết nên quyền bính sang tay Garnier. Ông tiếp tục hành trình, dẫn đoàn thám hiểm đến bờ sông Dương Tử (Trường Giang) rồi theo ngả sông này ra biển, về đến Sài Gòn ngày 29 tháng 6 cùng năm.
Garnier về Pháp, cố hoàn tất bản tường trình chuyến đi dài nhưng chiến tranh Pháp-Phổ làm gián đoạn công việc này. Thủ đô Paris bị địch quân Phổ vây hãm. Garnier đảm nhận làm trưởng ban tham mưu của đô đốc Mequet đang phòng thủ Paris. Garnier có ghi lại hồi ức của thời kỳ Paris bị vây hãm. Những ghi chép của Garnier sau đó được in ra thành nhiều kỳ trên báo Le Temps và sau đó đúc kết lại trong cuốn Le Siege de Paris, journal d'un officier de marine (1871). Bài báo lúc in không ghi đích tên Garnier mà chỉ đề là khuyết danh. Cũng năm đó, Garnier cùng David Livingstone nhận được huy chương danh dự của Congrès de Géographie (Hiệp hội Địa lý Pháp).
Năm 1872 Garnier xin nghỉ phép 3 năm nhưng rồi trở lại Nam Kỳ. Nhận thấy tình hình chính trị ở Sài Gòn không còn thích hợp với tính mạo hiểm của mình nên Garnier cùng vợ (cưới năm 1870) bỏ sang Thượng Hải. Garnier ấp ủ giấc mơ thám hiểm thượng nguồn sông Mê Kông ở tận Tây Tạng, đồng thời làm trung gian giải hòa giữa triều đình nhà Thanh và lực lượng Hồi giáo cát cứ ở Vân Nam.

### Trở lại quân trường

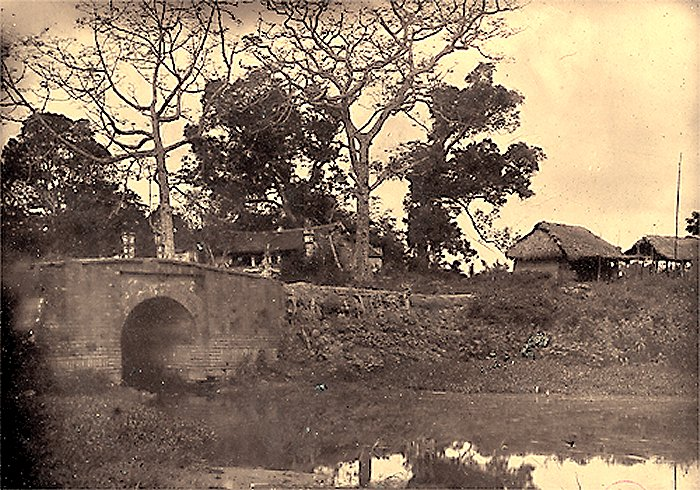
Cầu Giấy, gần nơi Francis Garnier bị giết ngày 21 tháng 12 năm 1873.

Cuối năm 1873, ông được thống đốc Nam Kỳ là đô đốc Dupré gọi sang Đông Dương giúp giải quyết tranh chấp giữa triều đình Huế và người Pháp tại Bắc Kỳ. Thực tâm của Pháp lúc bấy giờ là tìm cách đặt cuộc bảo hộ ở Đông Dương.
Garnier chỉ huy 200 lính rồi chuyển 4 khẩu pháo ra Bắc Kỳ. Thay vì mở cuộc điều đình thương thuyết với quan người Việt, ông quyết định ra quân và ngày 20 tháng 11 năm 1873 Hà Nội mất về tay người Pháp. Garnier liền ra lệnh mở rộng cuộc đánh chiếm tràn các tỉnh thành chung quanh. Chỉ trong vài ngày mà cả ba tỉnh trung châu đều bị Pháp chiếm đoạt mà không có sự kháng cự nào.
Vài tuần sau trong khi cầm cự với quân Cờ Đen của Lưu Vĩnh Phúc ở gần Cầu Giấy ngoại ô Hà Nội thì Garnier bị giết. (Địa điểm Garnier bị giết nằm gần đường La Thành bên bờ hồ Ngọc Khánh nay thuộc phường Ngọc Khánh quận Ba Đình Hà Nội). Sự việc vỡ lở, người Pháp buộc phải rút khỏi Hà Nội sau khi ký kết hiệp ước với triều đình Huế.

Francis Garnier bị quân Cờ Đen đâm chết ở La Thành gần Cầu Giấy

Đại tá Thomazi, nhà sử học Đông Dương thuộc Pháp, ghi lại những giờ phút cuối cùng của Garnier như sau: 
| “         | Giữa ngày 21 tháng 12 năm ấy, khi đang bàn luận với các sứ bộ An Nam thì tên thông dịch vào báo rằng quân Cờ Đen (tức quân Lưu Vĩnh Phúc) đang đánh thành ở cửa Tây. Garnier kéo ra trận tiền nơi lính Tây đang nã súng, buộc quân Cờ Đen phải rút lui sau lùm tre. Liền đó một cỗ pháo nòng 40 mm được kéo ra. Garnier gọi một toán lính hơn một chục người rồi giao cho ba tên kéo cỗ súng ra ngoài cổng thành đuổi theo quân địch. Vì súng thì nặng nên không đi nhanh được, Garnier sau ra lệnh bỏ lại với vài tên lính. Chín tên lính còn lại thì Garnier chia thành ba nhóm. Hai nhóm truy kích vòng ra hai phía tả hữu còn Garnier thì dẫn nhóm trực chỉ lối giữa. Đuổi khoảng 1 cây số rưỡi thì Garnier trượt chân ngã xuống ở chân dốc đê ['La Thành']. Một toán quân Cờ Đen ẩn đằng sau đê ùa ra, súng bắn tràn. Lúc đó Garnier đã bỏ xa hai tên lính hộ vệ 100 mét. Một tên trúng đạn chết; tên kia cũng bị thương. Garnier gào to: "Hỡi những người lính anh dũng, hãy lại đây với ta, ta sẽ đánh cho chúng một trận chí tử!" Sau đó Garnier cố tự vệ dùng súng côn bắn sáu phát. Giặc ùa đến bổ vây dùng giáo và kiếm đâm chém, chặt đầu rồi bỏ chạy, để lại một thi thể đầy thương tích. Hai toán lính truy kích nghe tiếng súng liền sấn vào nhưng chỉ kịp cướp lấy cái thây đầy máu của Garnier đem lại về thành Hà Nội. | ” |
| — Thomazi | |   |

Năm 1875 mộ phần Garnier được cải táng đưa về Sài Gòn chôn cất cạnh Ernest Doudart de Lagrée.

Biển phố Francis Garnier tại thành phố quê hương ông Saint-Etienne, kèm theo ghi chú: Tại ngôi nhà này Francis Garnier đã ra đời ngày 25-7-1839, đại úy hải quân, người thám hiểm sông Mê Kông và người đầu tiên chinh phục Bắc Kỳ, hy sinh vì tổ quốc tại Hà Nội ngày 21-12-1873

## Trở về Pháp
Ngày 1 tháng 3 năm 1983, các hài cốt của Francis Garnier và của Ernest Doudart de Lagrée được khai quật và hỏa táng. Các lọ đựng tro đã được bàn giao lại cho tổng lãnh sự Pháp tại thành phố Hồ Chí Minh ngày 2 tháng 3 năm 1983 và được chuyển về Pháp để chôn cất tại Paris.

## Đề tài trong văn học Việt Nam
Tương truyền sau khi Garnier bị giết năm 1873, tổng đốc Hà Nội là Trần Đình Túc vâng lệnh triều đình tìm cách hoà hoãn với quân Pháp nên phải tổ chức lễ truy điệu. Nguyễn Khuyến bậc đại khoa được cử viết bài Văn tế Ngạc Nhi.
Bài này đã đi vào văn học Việt Nam với lời văn mỉa mai tỏ ý đối kháng mặc dù tình thế lúc bấy giờ đã bắt người Việt phải nhượng bộ trước sức mạnh quân lực của người Pháp.